# Muchacha italiana viene a casarse (telenovela 2014)
Muchacha italiana viene a casarse è una telenovela messicana del 2014, prodotta e diretta da Pedro Damián per Televisa. I protagonisti sono interpretati da Livia Brito e José Ron, mentre gli antagonisti nella storia sono interpretati da Nailea Norvind e Mike Biaggio.
Si tratta del remake di un'omonima telenovela del 1971.
Parte degli esterni della telenovela sono girati a Maratea, in Basilicata.